# Amar pelos dois
Amar pelos dois è un singolo del cantante portoghese Salvador Sobral, pubblicato il 10 marzo 2017 su etichetta Sons em Trânsito e vincitore dell'Eurovision Song Contest 2017.

## Descrizione
La canzone è stata scritta e prodotta da Luísa Sobral, sorella dell'interprete.
Nel marzo 2017 il brano ha vinto il Festival da Canção, guadagnandosi così l'accesso all'Eurovision Song Contest 2017 svoltosi dal 9 al 13 maggio 2017 a Kiev (Ucraina), dove Sobral ha rappresentato il Portogallo e vinto la competizione con 758 punti.
Del brano esistono due adattamenti in italiano: Amarsi in due scritto da Cristiano Malgioglio e interpretato da Arisa nell'album Una nuova Rosalba in città, e Per ogni oggi che verrà scritto da Joe Barbieri e interpretato da Tosca nell'album Morabeza; quest'ultima versione è stata cantata più volte dal vivo in duetto da Luísa Sobral e Tosca nelle due lingue portoghese e italiana.

## Tracce
Download digitale
1. Amar pelos dois – 3:05

CD
1. Amar pelos dois
2. Amar pelos dois (Instrumental)

## Classifiche

### Classifiche settimanali
| Classifica (2017) | Posizione massima |
| ----------------- | ----------------- |
| Austria           | 22                |
| Belgio (Fiandre)  | 30                |
| Belgio (Vallonia) | 58                |
| Croazia           | 19                |
| Francia           | 177               |
| Germania          | 43                |
| Paesi Bassi       | 35                |
| Portogallo        | 1                 |
| Regno Unito       | 97                |
| Spagna            | 35                |
| Svezia            | 33                |
| Svizzera          | 6                 |

### Classifiche di fine anno
| Classifica (2017) | Posizione |
| ----------------- | --------- |
| Portogallo        | 71        |